# Zsákos Bilbó
Zsákos Bilbó (Bilbo Baggins), a hobbit J. R. R. Tolkien A hobbit című regényének főhőse és A Gyűrűk Ura egyik mellékszereplője, gyűrűhordozó. Peter Jackson filmadaptációiban idős korában Ian Holm, fiatalkorában Martin Freeman formálja meg.

## Élete
A Gyűrűk Ura B függeléke (Esztendők számlálása) szerint Bilbó Középfölde Harmadkorának 2890. évében, szeptember 22-én született a hobbitok országában, a Megyében (megyei időszámítás szerint 1290-ben) Zsákos Bungó (1246-1326) és Tuk Belladonna  gyermekeként. Családja mindkét ágon tehetős volt, apai ágon pedig tekintélyes is (a Tukokra a Megye hobbitjai gyanakvással néztek kalandvágyó természetük miatt).
51 éves volt, mikor h.k. 2941 tavaszán felkereste őt hobbitfalvai lakában Szürke Gandalf, a hobbitokkal többé-kevésbé jó avagy kielégítő kapcsolatokat ápoló vándor-mágus, hogy rábeszélje őt egy Tölgypajzsos Thorin vezette törp-expedícióban való részvételre. Bilbó a mágussal és tizenhárom törppel tartott a messzi északkeletre, a Ködhegység tárnáiban megtalálta az Egy Gyűrűt, amit addig a Gollam nevű lény őrzött; megszerezték a Magányos Hegy egykori törp-városának, Erebornak kincseit Smaugtól, a sárkánytól, és részt vettek az Öt Sereg Csatájában.
Ezután (2942. május–júniusi visszaérkezésétől kezdve) viszonylagos nyugalomban élt hobbitfalvi rezidenciáján. H.k. 2968-ban megszületett unokaöccse, Zsákos Frodó, akit szülei csónakbalesete után Bilbó örökbe fogadott és gyámfiaként magához vett.
Bilbó mintegy hatvan évig őrizte az Egy Gyűrűt [a Gyűrű hatásának köszönhetően (még a hobbitok között is) igen magas kort ért meg], mint sem tudva annak természetéről, sem arról, hogy annak készítője, Szauron, a Sötét Úr nagy erőkkel keresteti. A Gyűrű azonban lassan-lassan éreztetni kezdte gonosz hatását, és Bilbó nyugtalanná vált. 
H.k. 3001-ben, Bilbó száztizenegyedik születésnapján (3001. szeptember 22.), hatalmas, születésnapi mulatságnak álcázott búcsúünnepséget rendezett Hobbitfalván (véletlenül Frodónak is ugyanerre a napra esett a születésnapja, ő ekkor 33 éves volt), s az öreg hobbit bejelentette a Megyéből való távozását, a láthatatlanná tévő gyűrűjét észrevétlen ujjára húzva eltűnt – közbotrányt okozva – a sokadalom szeme elől, és elvándorolt. A Gyűrűt Gandalf hosszas rábeszélésére Frodóra hagyta; ahogy otthonát, Zsáklakot is.
Úgy tervezte, meglátogatja törp-barátait Ereborban (közülük Fili, Kili és maga Tölgypajzsos Thorin már az Öt sereg csatájában elestek, Balint és Óint pedig már hét éve, H.k. 2994-ben lemészárolták az orkok Móriában), de végül a tündék és féltündék lakta Völgyzugolyban telepedett le, és ott is élt késő öregségéig. Még megünnepelte 131-edik születésnapját, ezzel a legöregebb ismert hobbit lett szerte Középföldén, de  H.k. 3021. szeptember 29-én Frodóval és három más Gyűrűhordozóval (Elrond, Galadriel és Gandalf) együtt felszállt Szürkerév kikötőjében egy tünde hajóra, s a  tengeren túli Valinorba távozott. Ezzel véget ért Középfölde Harmadkora.
Bilbóból élete után legenda lett. A környéken élők leszármazottai, miután a valódi események már rég feledésbe merültek, a Bolond Zsákosként emlegették, aki hol itt, hol ott tűnik fel (avagy: el), alkalmanként hatalmas kincsesládákat cipelve. Életében is csak a műveltebb hobbitok tudták, ki volt ő valójában és mekkora szerepet játszott Középfölde történelmének alakulásában.

## Családfa
(kövéren szedve a férfinevek, dőlten a női nevek)
| Zsákos Balbó × Boffin Berylla │ ┌──────────────┬──────────────┬─┴────────────┬──────────────┐ │ │ │ │ │ Mungó Pancsi Pontó Largó Lili × × × × × Turka Bögyös Dudori Kürtös Pozsga Laura Fastolph Mimóza Tanta Togó │ │ │ ├─────────────┬─────────────┬─────────────┬────────────┐ Bungó Belba Longó Linda Bingó × × × × × Tuk Bögyös Tarisznyádi Csülök Hurka Belladonna Rudigár Kamélia Bodó Csilla │ │ │ │ │ │ … … │ │ Bilbó Tarisznyádi-Zsákos Othó |

Bővebb családfát és az eredeti angol elnevezéseket ld. .
Zsákos Frodó az öreg Balbó ükunokája (Balbó fia Largó fia Foszkó fia Drogó fia). Tehát Bilbó dédapjának (Balbónak) dédunokája.

## Bilbó mint irodalmi alak
Tolkien egyik életrajzírója, H. Carpenter párhuzamokat vélt felfedezni az író és Bilbó alakja között:
„A történetben Bilbo Baggins (akinek anyja az életvidám Tuk Belladonna  volt, az Öreg Tuk három nem mindennapi lányának egyike) a tiszteletre méltó és szolíd Bagginsoktól ered, középkorú és a legkevésbé sem kalandvágyó teremtés, igénytelen ruhákat visel, de szereti az élénk színeket, és az egyszerű ételek a kedvencei … J. R. R. Tolkien, fia a vállalkozó szellemű Mabel Suffieldnek, aki a majdnem százéves kort megért John Suffield három nem mindennapi lányának egyike, ugyancsak a tiszteletre méltó és szolíd ősöktől, a Tolkienoktól származott, középkorú volt és hajlott a borúlátásra, igénytelenül öltözött, de ha módja volt rá, színes mellényt viselt, s végül az egyszerű angol ételekre esküdött. … Tolkien maga is tisztában volt teremtő és teremtménye hasonlóságával: »Valójában hobbit vagyok« – írta egyszer … Baggins házatájának a Bag End … nevet adta – ezen a néven hívták ugyanis a helybeliek Jane néni farmját Worchestershire-ben”.
Bilbó elnevezésében szerepett játszhatott E. A. Wyke-Smith A snergek csodálatos országa (The marvellous land of snergs) c. mesekönyve. Ennek főszereplői: két kisgyermek, akik egy félember méretű, széles vállú, erős, de butácska nép, a sznergek távoli földjére kerülnek. Itt egy Gorbó nevű sznerg segíti őket kalandjaik során. Tolkien ismerte és nagyra tartotta ezt a regényt, gyermekei is kedvelték.